# Nerf cervical
Les nerfs cervicaux sont les huit paires de nerfs spinaux qui émergent de la moelle spinale au niveau des sept vertèbres cervicales. 
Ils sont notés C1 à C8. Ils émergent au-dessus des vertèbres cervicales, à l'exception de C8 qui émerge sous la septième vertèbre cervicale. 
|    | Rameau antérieur | Rameau postérieur                                   |
| -- | ---------------- | --------------------------------------------------- |
| C1 | Plexus cervical  | Nerf suboccipital                                   |
| C2 | Plexus cervical  | Nerf grand occipital                                |
| C3 | Plexus cervical  | Troisième nerf occipital                            |
| C4 | Plexus cervical  | Rameau cutané postérieur du quatrième nerf cervical |
| C5 | Plexus brachial  | Rameau cutané postérieur du cinquième nerf cervical |
| C6 | Plexus brachial  |                                                     |
| C7 | Plexus brachial  |                                                     |
| C8 | Plexus brachial  |                                                     |

## Territoire musculaire

### Premier nerf cervical
| Muscle                                    | via               | Partiellement |
| ----------------------------------------- | ----------------- | ------------- |
| Muscle génio-hyoïdien                     | Nerf hypoglosse   |               |
| Muscle droit antérieur de la tête         |                   |               |
| Muscle long de la tête                    |                   | x             |
| Muscle droit latéral de la tête           |                   |               |
| Muscle splénius du cou                    |                   | x             |
| Muscle grand droit postérieur de la tête  | Nerf suboccipital |               |
| Muscle petit droit postérieur de la tête  | Nerf suboccipital |               |
| Muscle oblique inférieur de la tête       | Nerf suboccipital |               |
| Muscle oblique supérieur de la tête       | Nerf suboccipital |               |
| Muscle élévateur de la scapula l'omoplate |                   | x             |
| Muscle thyro-hyoïdien                     | Nerf hypoglosse   |               |
| Muscle omo-hyoïdien                       | Anse cervicale    |               |
| Muscle sterno-hyoïdien                    | Anse cervicale    |               |

### Deuxième nerf cervical
| Muscle                              | via                  |
| ----------------------------------- | -------------------- |
| Muscle droit antérieur de la tête   |                      |
| Muscle droit latéral de la tête     |                      |
| Muscle trapèze                      | Nerf grand occipital |
| Muscle oblique inférieur de la tête | Nerf grand occipital |
| Muscle splénius de la tête          | Nerf grand occipital |
| Muscle longissimus de la tête       | Nerf grand occipital |
| Muscle semi-épineux de la tête      | Nerf grand occipital |

### Quatrième nerf cervical
| Muscle                         | via            |
| ------------------------------ | -------------- |
| Diaphragme                     | Nerf phrénique |
| Muscle long de la tête         |                |
| Muscle long du cou             |                |
| Muscle scalène antérieur       |                |
| Muscle scalène moyen           |                |
| Muscle élévateur de la scapula |                |

### Cinquième nerf cervical
| Muscle                         | via                       |
| ------------------------------ | ------------------------- |
| Diaphragme                     | Nerf phrénique            |
| Muscle grand pectoral          | Nerf pectoral             |
| Muscle petit pectoral          | Nerf pectoral médial      |
| Muscle dentelé antérieur       | Nerf thoracique long      |
| Muscle grand rhomboïde         | Nerf dorsal de la scapula |
| Muscle élévateur de la scapula | Nerf dorsal de la scapula |

### Sixième nerf cervical
| Muscle                                | via                  |
| ------------------------------------- | -------------------- |
| Muscle grand pectoral                 | Nerf pectoral        |
| Muscle petit pectoral                 | Nerf pectoral médial |
| Muscle grand dorsal                   | Nerf thoraco-dorsal  |
| Muscle biceps brachial                | Nerf radial          |
| Muscle anconé                         | Nerf radial          |
| Muscle subclavier                     |                      |
| Muscle supra-épineux                  |                      |
| Muscle infra-épineux                  |                      |
| Muscle brachial                       |                      |
| Muscle deltoïde                       |                      |
| Muscle petit rond                     |                      |
| Muscle brachio-radial                 |                      |
| Muscle dentelé antérieur              |                      |
| Muscle subscapulaire                  |                      |
| Muscle coracobrachial                 |                      |
| Muscle grand rond                     |                      |
| Muscle supinateur                     |                      |
| Muscle long extenseur radial du carpe |                      |

### Septième nerf cervical
| Muscle                                 | via                                      |
| -------------------------------------- | ---------------------------------------- |
| Muscle grand pectoral                  | Nerf pectoral                            |
| Muscle petit pectoral                  | Nerf pectoral médial                     |
| Muscle grand dorsal                    | Nerf thoraco-dorsal                      |
| Muscle biceps brachial                 | Nerf radial                              |
| Muscle fléchisseur ulnaire du carpe    | Nerf ulnaire                             |
| Muscle long palmaire                   | Nerf médian                              |
| Muscle long fléchisseur du pouce       | Nerf médian                              |
| Muscle carré pronateur                 | Nerf médian                              |
| Muscle court extenseur radial du carpe | Rameau profond du nerf radial            |
| Muscle extenseur des doigts de la main | Nerf interosseux antébrachial postérieur |
| Muscle extenseur du petit doigt        | Nerf interosseux antébrachial postérieur |
| Muscle extenseur ulnaire du carpe      | Nerf interosseux antébrachial postérieur |
| Muscle anconé                          | Nerf radial                              |
| Muscle long abducteur du pouce         | Nerf interosseux antébrachial postérieur |
| Muscle court extenseur du pouce        | Nerf interosseux antébrachial postérieur |
| Muscle long extenseur du pouce         | Nerf interosseux antébrachial postérieur |
| Muscle extenseur de l'index            | Nerf interosseux antébrachial postérieur |

### Huitième nerf cervical
| Muscle                                               | via                                                         |
| ---------------------------------------------------- | ----------------------------------------------------------- |
| Muscle grand pectoral                                | Nerf pectoral                                               |
| Muscle petit pectoral                                | Nerf pectoral médial                                        |
| Muscle grand dorsal                                  | Nerf thoraco-dorsal                                         |
| Muscle biceps brachial                               | Nerf radial                                                 |
| Muscle fléchisseur ulnaire du carpe                  | Nerf ulnaire                                                |
| Muscle long palmaire                                 | Nerf médian                                                 |
| Muscle fléchisseur superficiel des doigts de la main | Nerf médian                                                 |
| Muscle fléchisseur profond des doigts de la main     | Nerf médian, nerf ulnaire                                   |
| Muscle long fléchisseur du pouce                     | Nerf médian                                                 |
| Muscle carré pronateur                               | Nerf médian                                                 |
| Muscle court extenseur radial du carpe               | Rameau profond du nerf radial                               |
| Muscle extenseur des doigts de la main               | Nerf interosseux antébrachial postérieur                    |
| Muscle extenseur du petit doigt                      | Nerf interosseux antébrachial postérieur                    |
| Muscle extenseur ulnaire du carpe                    | Nerf interosseux antébrachial postérieur                    |
| Muscle anconé                                        | Nerf radial                                                 |
| Muscle long abducteur du pouce                       | Nerf interosseux antébrachial postérieur                    |
| Muscle court extenseur du pouce                      | Nerf interosseux antébrachial postérieur                    |
| Muscle long extenseur du pouce                       | Nerf interosseux antébrachial postérieur                    |
| Muscle extenseur de l'index                          | Nerf interosseux antébrachial postérieur                    |
| Muscle court palmaire                                | Rameau superficiel du nerf ulnaire                          |
| Muscle interosseux de la main                        | Rameau profond du nerf ulnaire                              |
| Muscle interosseux palmaire                          | Rameau profond du nerf ulnaire                              |
| Muscle adducteur du pouce                            | Rameau profond du nerf ulnaire                              |
| Muscle lombrical de la main                          | Rameau profond du nerf ulnaire, nerf digital du nerf médian |
| Muscle opposant du pouce                             | Branche musculaire récurrente du nerf médian                |
| Muscle court abducteur du pouce                      | Branche musculaire récurrente du nerf médian                |
| Muscle court fléchisseur du pouce                    | Branche musculaire récurrente du nerf médian                |
| Muscle opposant du petit doigt de la main            | Rameau profond du nerf ulnaire                              |
| Muscle abducteur du petit doigt de la main           | Rameau profond du nerf ulnaire                              |
| Muscle court fléchisseur du petit doigt              | Rameau profond du nerf ulnaire                              |